# Un mondo maledetto fatto di bambole
Un mondo maledetto fatto di bambole (Z.P.G.) è un film del 1972 diretto da Michael Campus.
È una pellicola di fantascienza sociologica a sfondo distopico, co-prodotta tra Stati Uniti e Danimarca e interpretata da Oliver Reed e Geraldine Chaplin. Il film è ispirato da The Population Bomb, saggio best seller di Paul R. Ehrlich del 1968.
Il titolo originale del film è Z.P.G., acronimo che sta per Zero Population Growth e che tradotto in italiano significa "crescita zero".

## Trama
Nel futuro, la Terra è gravemente inquinata (bisogna indossare delle maschere per poter respirare all'esterno) e la drammatica sovrappopolazione minaccia le risorse disponibili. A causa dello spesso smog permanente che si è posato sulle tristi città che ora ricoprono ovunque la superficie della Terra, tutti gli animali sono estinti, anche i comuni animali domestici; la scarsità di risorse porta la popolazione a mangiare un'insipida pasta dai colori vividi in contenitori di plastica. Per ridurre il numero di abitanti, il governo mondiale decreta che i bambini non possono essere concepiti per i successivi 30 anni. Infrangere questa legge si tradurrà in una pena di morte per entrambi i genitori e il neonato. Vengono impiegati il lavaggio del cervello e sostituti robot per porre fine al desiderio di avere bambini e la pena di morte, deterrente finale, comporta essere posti sotto una cupola di plastica e soffocati. Le coppie in età fertile visitano "Babyland", dove in sostituzione dei figli vengono loro forniti bambini animatronici a grandezza naturale.
Russ e Carol McNeil lavorano in un museo che ricrea la vita nel XX secolo. Carol, alla disperata ricerca di un bambino, decide di rimanere incinta evitando la macchina abortiva installata nella loro stanza da bagno. Dopo la nascita del bambino, la coppia deve evitare che venga scoperto. non devono solo evitare gli occhi indiscreti del governo simile al Grande Fratello, ma anche la crescente gelosia dei propri amici, la cui offerta iniziale di aiutare a nascondere il bambino conduce rapidamente a problemi. I vicini che trovano una coppia con un bambino vero lo segnalano alle autorità.
Quando i vicini George e Edna Borden scoprono il bambino, ricattano i McNeil per contribuire a crescerlo. La gelosia e l'invidia cresce quando i vicini vogliono condividere il bambino come se fosse una macchina nuova. I McNeil e i Borden cominciano a litigare per il bambino e i Borden in seguito cercano di tenere il bambino per sé. Infine la coppia dei McNeil viene catturata e posta sotto una delle cupole di esecuzione dello Stato, ma riesce a fuggire insieme al bambino scavando nel sottosuolo e facendosi strada attraverso oscuri tunnel per poi raggiungere un'isola remota senza inquinamento attraverso una zattera, isola dove forse riusciranno a sopravvivere. Nonostante ciò si vede che l'isola potrebbe essere radioattiva in quanto una targa riporta che l'isola è stata usata per seppellire missili e materiale nucleare nel 1978.

## Trasposizione letteraria
Il film si avvale di una sceneggiatura originale di Frank De Felitta e Max Ehrlich, ispirata al saggio di Paul Ehrlich The Population Bomb. Un anno prima dell'uscita del film Max Ehrlich pubblicò il romanzo di fantascienza The Edict, basato sulla sceneggiatura.
Nel romanzo, le risorse della Terra hanno raggiunto il limite e in molte parti del mondo il cannibalismo e i disordini per il cibo sono all'ordine del giorno. Alla ricerca di una soluzione a questa crisi, i leader del governo mondiale si riuniscono con urgenza. I loro computer esaminano miliardi di fatti e i risultati sono più che inquietanti: sono agghiaccianti. Un'ulteriore crescita della popolazione è impensabile e il leader, infine, stabilisce l'unica soluzione possibile, soluzione che è ben presto annunciata dal satellite del governo mondiale:
Per conferire al mondo una parvenza di normalità, vengono concepiti dei realistici bambini meccanici per pacificare gli istinti materni di 10 miliardi di donne. Ma per Carole Evans l'idea di accettare uno dei neonati robot è ripugnante: lei vuole e ha bisogno di un vero e proprio bambino, il che diventa lentamente un'ossessione.

## Produzione
Il film fu girato in Danimarca, quasi interamente in studio per riflettere un tetro futuro opprimente.
Derek Meddings creò i realistici bambini animatronici a grandezza naturale per il film.

## Premi
Sitges - Festival internazionale del cinema fantastico della Catalogna 1972: 
- Premio alla migliore attrice a Geraldine Chaplin.

## Critica
Fantafilm lo definisce "un buon esempio di fantascienza sociologica. Storia cupa, drammatica, disperata, condotta con britannico stile."